# Puerto de Avilés
El puerto de Avilés está situado en ambas márgenes de la ría de Avilés, en Asturias (España). Está bañado por el mar Cantábrico y consta de varios muelles para el atraque de barcos de diferente calado, entre los que cabe destacar la dársena de San Agustín, el muelle de Raíces y la dársena de San Juan de Nieva por ser los más amplios.
La cantidad de mercancías que se cargan aquí crece año tras año, pero son de especial interés las enormes cantidades de aluminio para la fábrica de Alcoa (antigua Inespal), de acero y chatarra para la factoría de Arcelor Mittal y de zinc para la fábrica Asturiana de Zinc, perteneciente a Xstrata, que desembarcan aquí cada año. Además se trata del puerto pesquero más importante de toda la región, superando a El Musel de Gijón en capturas descargadas.
Asimismo, la Autoridad Portuaria de Avilés también controla los usos del puerto deportivo de Avilés, que se encuentra anexo a la dársena pesquera, más concretamente en la parte más cercana al Centro Cultural Internacional Oscar Niemeyer.

## Instalaciones

### Muelles
- Dársena de San Agustín.
- Muelle pesquero, en el que está situada la lonja.
- Muelle de Raíces.
- Muelle de Inespal
- Dársena de San Juan de Nieva.

### Grúas y depósitos
- 12 Grúas eléctricas de 6 a 30 Tm. de fuerza
- 1 Grúa automóvil de 63 Tm. de fuerza
- Depósitos descubiertos: 271.631 m²
- Depósitos cubiertos: 27.000 m²

## Tráfico
|        | 1991  | 1992  | 1993  | 1994  | 1995  | 1996  | 1997  | 1998  | 1999  | 2000  | 2001  | 2002  | 2003  | 2004  | 2012  |
| Avilés | 3.413 | 3.683 | 3.446 | 4.044 | 4.099 | 3.852 | 3.748 | 3.909 | 3.514 | 4.138 | 3.794 | 4.162 | 4.771 | 5.086 | 5.118 |

## Características físicas
- Mareas:

- Máxima área de marea 4,60 m
- Cota de la B.M.V.E.E. respecto al cero del puerto 0,00 m
- Cota de la P.M.V.E.E. respecto al cero del puerto 4,60 m

- Canal de Entrada:

- Orientación Noroeste (N.O.)
- Anchura 103 m
- Calado de B.M.V.E. 12,80 m

- Naturaleza del fondo: Arena, arilla dura y roca
- Longitud 920 m
- Boca de Entrada:

- Orientación Noroeste (N.O.)
- Anchura 160 m
- Calado de B.M.V.E 12,80 m

- Máxima corriente registrada 2,25 nudos